# Psychoda mycophila
Psychoda mycophila är en tvåvingeart som beskrevs av Vaillant 1988. Psychoda mycophila ingår i släktet Psychoda och familjen fjärilsmyggor.
Artens utbredningsområde är Frankrike. Inga underarter finns listade i Catalogue of Life.